# La pesadilla
La pesadilla (The Nightmare en inglés), también conocida como El íncubo, es un cuadro de Johann Heinrich Füssli, pintor suizo establecido en Gran Bretaña. El pintor hizo varias versiones sobre el tema, siendo la más famosa la de 1781, perteneciente al Institute of Arts de Detroit; otra, de 1790-91, se encuentra en el Goethes Elternhaus de Fráncfort del Meno.

## Descripción
Füssli, pintor de estilo manierista, a caballo entre el neoclasicismo y el romanticismo, hizo esta obra inspirándose en el Sueño de Hécuba de Giulio Romano —o bien en el Sueño de Rafael, de Marcantonio Raimondi—. En él vemos una mujer dormida poseída por un íncubo, demonio que se presenta en sueños de tipo erótico, apareciendo en segundo plano la cabeza de un caballo de aire fantasmal que contempla la escena. La fisonomía de la mujer pintada corresponde a Anna Landoldt, sobrina de su amigo Johann Caspar Lavater, por la que el pintor sentía una gran pasión. Cabe remarcar que en el reverso del cuadro figura una composición titulada Retrato de una mujer joven, posiblemente Anna.
Es una de las obras más emblemáticas de este pintor, reflejando los temas preferidos a lo largo de su obra: satanismo, horror, miedo, soledad, erotismo. Füssli recrea en esta obra un mundo nocturno y teatral, con fuertes contrastes lumínicos, que inspirará toda la imaginería satánica del siglo XIX. Su título en alemán, Nachtmahr, era el nombre del caballo de Mefistófeles. 
La obra de Füssli presenta un aspecto contradictorio: mientras la superficie del cuadro, la técnica, nos hablan de mesura y contención, las tintas frías y dramáticas y el mundo de sus personajes nos sumergen en un mundo fascinante y horrible, fiel expresión de la poética, tan británica, de lo sublime. Su atmósfera de ensueño, su alusión al mundo de íncubos y demonios de la tradición inglesa, el aire de un erotismo de pesadilla, convierten esta obra en un antecedente del surrealismo  –como en las visiones nocturnas de Paul Delvaux–.

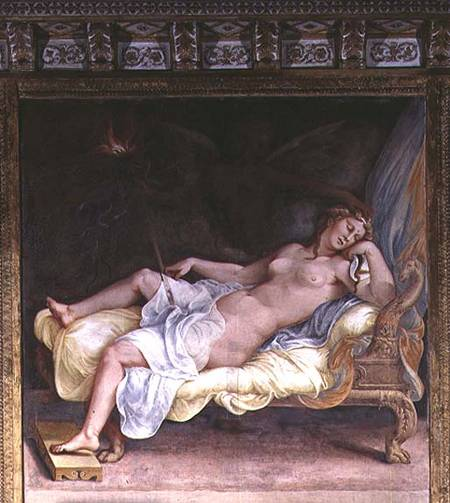
El sueño de Hécuba, de Giulio Romano, Palazzo Ducale, Mantua.
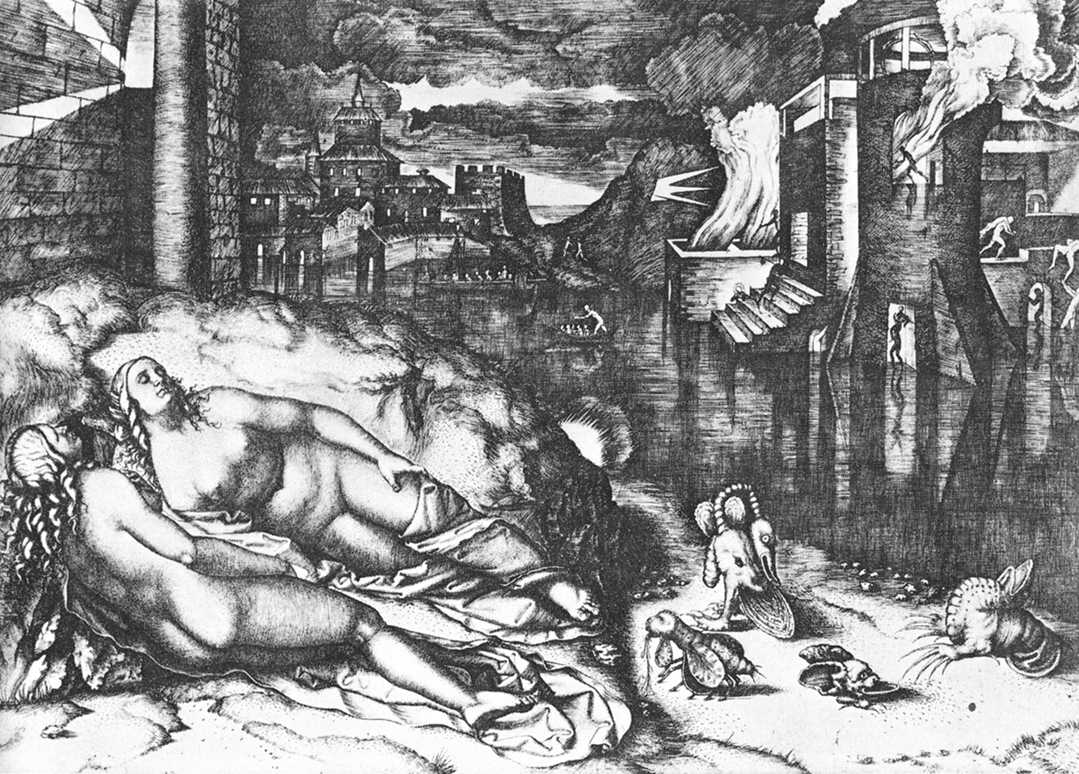
Sueño de Rafael, de Marcantonio Raimondi, British Museum, Londres.
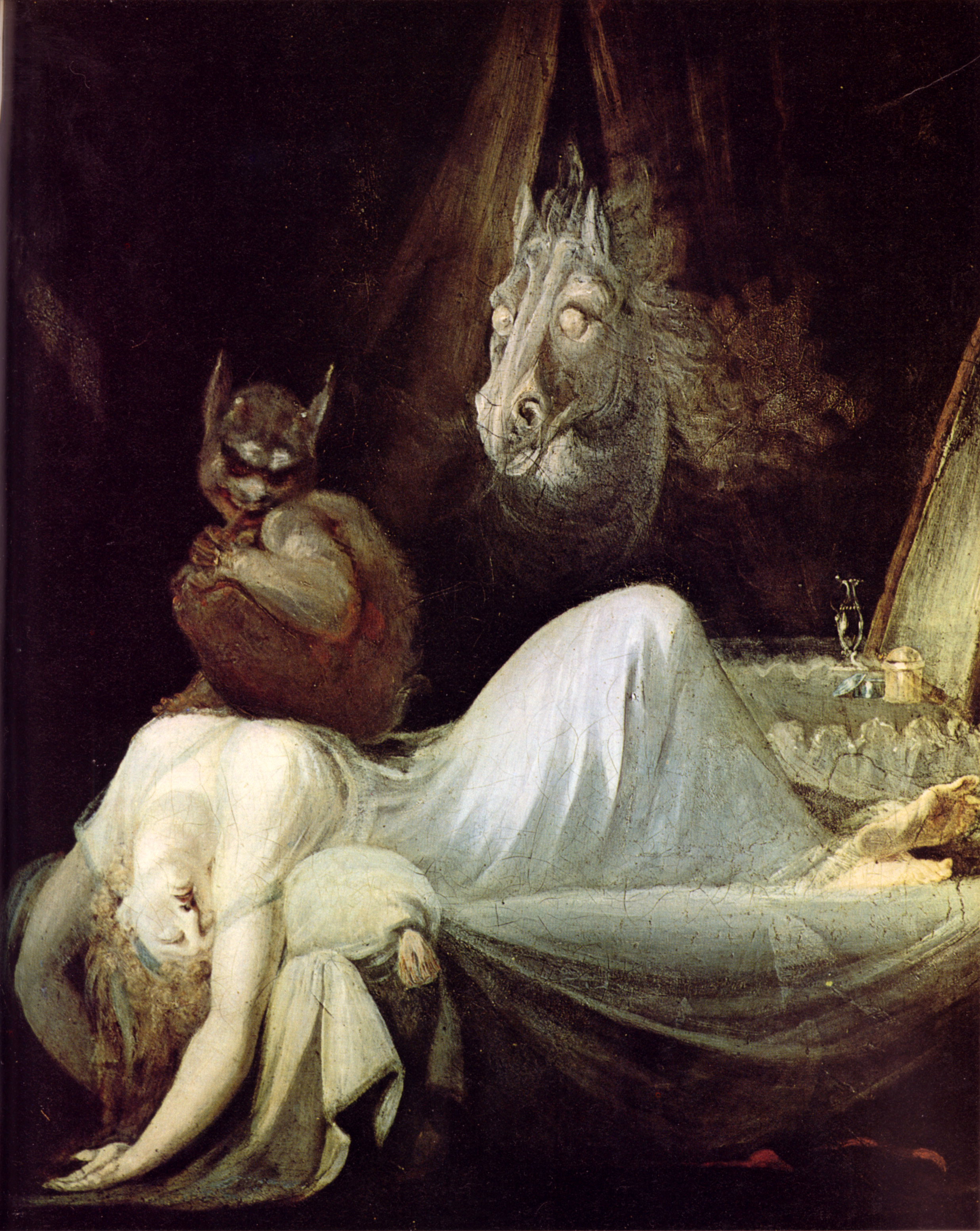
Segunda versión de La pesadilla efectuada por Füssli, Goethes Elternhaus de Fráncfort del Meno, 1790-1791.
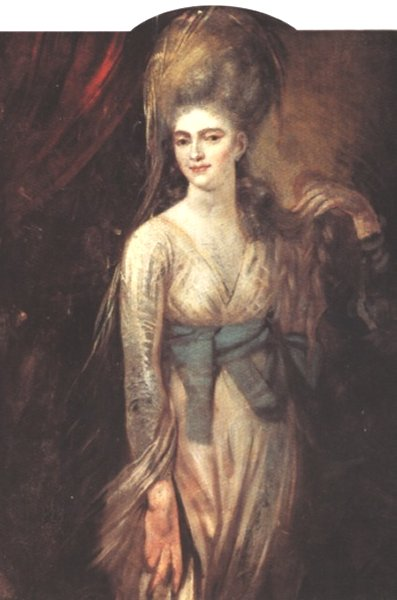
Retrato de una mujer joven, posiblemente Anna Landoldt, en el reverso de La pesadilla.